# غوزيدي دوران
غوزيدي دوران أكسوي (بالتركية: Güzide Duran Aksoy)‏ هي ممثلة وعارضة أزياءمن أصول تركية ولدت في يوم 4 أغسطس 1980 في مدينة مرسين. نافست في مسابقة أفضل عارضة أزياء. وبدأت التمثيل في سنة 2001 ومثلت في فيلم ضوء أخضر في 2002.